# إطلاق سراح ويلي
إطلاق سراح ويلي(بالإنجليزية: Free Willy)‏،فيلم عائلي درامي أمريكي إنتاج عام 1993.الفيلم من إخراج سيمون وينسر وانتاج لورين شولر دونر وجيني لو توجند وتأليف كيث إيه ووكر ومن بطولة جيسون جيمس ريتشر في دور الطفل جيسي الذي يصاحب حوت قاتل في الأسر.
حظي الفيلم بإشادة كبيرة من النقاد وحقق نجاحاً تجارياً حيث بلغ إجمالي أرباح الفيلم 153.6 مليون دولار أمريكي في مقابل ميزانية بلغت 20 مليون دولار.

## ملخص الفيلم
عندما يعلم الصبي أن صديقه الحوت سيقتل من قبل اصحاب الحوض، يخاطر الصبي بكل شيء لتحرير الحوت.

## طاقم العمل
- جيسون جيمس ريتشر في دور جيسي
- كيكو في دور ويلي
- لوري بيتي في دور راي ليندلي
- جين أتكينسون في دور آني جرينوود
- أغوست شلينبيرج في دور راندولف جونسون
- مايكل مادسن في دور جلين جرينوود
- مايكل ايرونسايد في دور ديال

## عرض الفيلم

### شباك التذاكر
عرض الفيلم يوم 16 يوليو 1993 من قبل شركة وارنر برذرز وحقق 7,868,829 في أسبوعه الأفتتاحي، وحصل على 153,698,625 في جميع الأسواق العالمية.

#### التقييم النقدي
حصل الفيلم على نسبة إقبالٍ هي 57 بالمئة من النقاد بناءً على 22 مراجعة على موقع الطماطم الفاسدة.

## روابط خارجية
- إطلاق سراح ويلي على موقع IMDb (الإنجليزية)
- إطلاق سراح ويلي على موقع ميتاكريتيك (الإنجليزية)
- إطلاق سراح ويلي على موقع روتن توميتوز (الإنجليزية)
- إطلاق سراح ويلي على موقع نتفليكس (الإنجليزية)
- إطلاق سراح ويلي على موقع قاعدة بيانات الأفلام العربية
- إطلاق سراح ويلي على موقع ألو سيني (الفرنسية)
- إطلاق سراح ويلي على موقع Turner Classic Movies (الإنجليزية)
- إطلاق سراح ويلي على موقع أول موفي (الإنجليزية)
- إطلاق سراح ويلي على موقع بوكس أوفيس موجو (الإنجليزية)
- إطلاق سراح ويلي على موقع فيلمافينيتي (الإسبانية)